# Rock a Little
Rock a Little es el tercer álbum de estudio de la cantante estadounidense Stevie Nicks, publicado por la compañía discográfica Modern Records en 1985. Publicado durante un distanciamiento en la Fleetwood Mac tras el lanzamiento de su álbum Mirage en 1982, Rock a Little obtuvo un menor éxito comercial en comparación con dus dos anteriores trabajos al llegar al puesto 12 de la lista Billboard 200. Sin embargo, fue certificado disco de platino un mes después de su lanzamiento al superar el millón de copias vendidas en el país.
El álbum fue situado en el puesto 41 de los álbumes mejor vendidos de los Estados Unidos en 1986. Aunque no alcanzó las ventas de sus dos anteriores discos, Bella Donna y The Wild Heart, que superaron los cuatro y dos millones de copias vendidas respectivamente, Rock a Little produjo los éxitos «Talk to Me», número cuatro en la lista Billboard Hot 100, y «I Can't Wait», número dieciséis.

## Lista de canciones
| Cara A |                                 |                                                  |                           |          |  |
| N.º    | Título                          | Escritor(es)                                     | Productor(es)             | Duración |  |
| 1.     | «I Can't Wait»                  | Stevie Nicks, Rick Nowels, Eric Pressly          | Jimmy Iovine, Rick Nowels | 4:37     |  |
| 2.     | «Rock A Little (Go Ahead Lily)» | Nicks                                            | Iovine                    | 3:39     |  |
| 3.     | «Sister Honey»                  | Nicks, Les Dudek                                 | Nowels                    | 3:50     |  |
| 4.     | «I Sing For The Things»         | Nicks                                            | Iovine                    | 3:45     |  |
| 5.     | «Imperial Hotel»                | Nicks, Mike Campbell                             | Mike Campbell, Iovine     | 2:53     |  |
| 6.     | «Some Become Strangers»         | David Williams, Amy Latelevision, Peter Rafelson | Iovine                    | 3:30     |  |

| Cara B |                                             |                    |                       |          |  |
| N.º    | Título                                      | Escritor(es)       | Productor(es)         | Duración |  |
| 7.     | «Talk to Me»                                | Chas Sandford      | Chas Sandford, Iovine | 4:10     |  |
| 8.     | «The Nightmare»                             | Nicks, Chris Nicks | Nowels                | 5:23     |  |
| 9.     | «If I Were You»                             | Nicks, Nowels      | Nowels                | 4:31     |  |
| 10.    | «No Spoken Word»                            | Nicks              | Keith Olsen           | 4:14     |  |
| 11.    | «Has Anyone Ever Written Anything for You?» | Nicks, Keith Olsen | Nowels                | 4:38     |  |

## Posición en listas
| Chart (1986)                            | Posición |
| --------------------------------------- | -------- |
| Australia (Kent Music Report)           | 5        |
| Canadá (RPM Albums Chart)               | 11       |
| Países Bajos (MegaAlbums Chart)         | 48       |
| Nueva Zelanda (RIANZ Albums Chart)      | 25       |
| España (Spanish Albums Chart)           | 28       |
| Suecia (Sverigetopplistan Albums Chart) | 14       |
| Reino Unido (UK Albums Chart)           | 30       |
| Estados Unidos (Billboard 200)          | 12       |
| Alemania (Media Control Albums Chart)   | 23       |